# Limedsforsen
Limedsforsen est une localité de Suède dans la commune de Malung-Sälen située dans le comté de Dalécarlie.
Sa population était de 368 habitants en 2019.